# Vitbukig solfjäderstjärt
Vitbukig solfjäderstjärt (Rhipidura leucothorax) är en fågel i familjen solfjäderstjärtar inom ordningen tättingar.

## Utseende och läte
Vitbukig solfjäderstjärt är en medelstor långstjärtad tätting. Fjäderdräkten är svartaktig med ett kort vitt ögonbrynsstreck, en vit fläck på sidan av strupen och tydligt vit stjärtspets. Vidare syns ett vitfläckat bröst och vita vingband. Arten liknar busksolfjäderstjärten, men skiljer sig genom sin vita buk. Även sotsolfjäderstjärten är lik, men denna saknar vit stjärtspets. Lätet består av en fallande ton följd av en just ringande, "joo-wii!".

## Utbredning och systematik
Vitbukig solfjäderstjärt förekommer på Nya Guinea och delas vanligen in i två underarter med följande utbredning:
- Rhipidura leucothorax leucothorax (inklusive clamosa[5]) – förekommer på Nya Guinea, österut i norr till Astrolabe Bay, österut i söder i västra delen av Southeastern Peninsula
- Rhipidura leucothorax episcopalis – förekommer på sydöstra Nya Guinea (Kapa Kapa till Astrolabe Bay)

## Levnadssätt
Vitbukig solfjäderstjärt hittas i buskage i skogsområden, i lågland och förberg. Den håller sig inne i vegetationen, ofta med stjärten rest och utbredd. Arten är skygg och svår att få syn på. 

## Status
Arten har ett stort utbredningsområde och beståndet anses stabilt. Internationella naturvårdsunionen IUCN listar den därför som livskraftig (LC).